# BodyStep
Bodystep is een groepsfitnessprogramma waarbij de deelnemers op muziek, onder begeleiding van een instructeur, op en rond een stepbankje bewegen. Bodystep is in 1989 bedacht op de sportschool van Les Mills in Auckland, Nieuw-Zeeland.
Het verschil tussen een traditionele steples (ook wel freestyle step of step aerobics genoemd) en Bodystep, is dat, waar freestyle step meer gefocust is op het aanleren van een (soms ingewikkelde) choreografie, Bodystep zich meer concentreert op shaping (de vorming van het lichaam) en verhogen van de conditie. Dit gebeurt door een intervalachtige training, waarbij drie maanden lang dezelfde muziek en dezelfde bewegingen worden aangehouden. Deelnemers hoeven zo niet meer na te denken over de choreografie, maar kunnen zich in plaats daarvan concentreren op hun techniek.
Een typische Bodysteples is als volgt opgebouwd:
1. Warmup (Op de vloer, de step wordt hierbij alleen sporadisch gebruikt)
2. Step warmup (eenvoudige oefeningen op de step om op te warmen)
3. Step orientation (waarbij de dimensies van de step worden ontdekt)
4. Step athletic (de eerste piek van de les)
5. Mixed strength (lichte hersteltrack, waarbij de aandacht uitgaat naar vorming van billen en benen)
6. Power peak (de tweede piek van de les)
7. Step recovery (hersteltrack met meer aandacht voor de vorming van billen en benen)
8. Party step (vrolijke muziek en danspasjes als voorbereiding op de laatste piek)
9. Speed step (snelle bewegingen op en rond de step waarbij de hartslag omhoog wordt gestuwd)
10. Peak (de laatste en hoogste piek van de les)
11. Recovery/leg strength/push ups/abs (herstel van de laatste piek, soms nog extra vorming van benen en billen, aandacht voor het bovenlichaam en de buikspieren)
12. Cooldown/stretch (de afsluiting van de les)